# Capra Amaltea
Giove bambino e un fauno nutriti dalla capra Amaltea è una scultura alta 45 cm e conservata presso la Galleria Borghese di Roma; è stata attribuita a Gian Lorenzo Bernini, da Roberto Longhi nel 1926.

## Descrizione e stile
Rappresenta un episodio dell'infanzia di Giove quando, salvato dalla minaccia del padre Saturno, fu allevato dalle Ninfe presso il monte Ida col miele e col latte della capra Amaltea.
Secondo alcune fonti l'artista, assistito dal padre, cominciò ad eseguire le prime sculture già verso i dieci anni di età e questa, per alcune incertezze come il modo grossolano di rappresentare i capelli, sembra un'opera di una mano incerta ma che già mostra le doti che lo renderanno celebre. Per lo stile che imita la vivacità e il naturalismo dell'arte ellenistica, la scultura fu anche ritenuta un originale antico ed è considerata da molti la prima opera in assoluto di Bernini, databile entro il 1615.
Il marmo è trattato in maniera diversa nelle varie zone per rendere sia la sensazione tattile della superficie dei corpi, come il pelo della capra e la pelle morbida dei bambini, ma anche per avere una diversa luminosità, una resa addirittura cromatica, per esempio il latte bianchissimo che sta bevendo il satiretto.
Questa ricerca di effetti espressivi e realistici e di imitazione della materia e delle sue varianti sono indicativi di come l'artista fin da giovane volesse cimentarsi sul tema della Mimesi, ovvero dell'imitazione della natura, con l'intento addirittura di superarla come avverrà nelle opere successive e di trovare grazie al virtuosismo dell'esecuzione la via per superare i limiti materici della scultura.
La capra Amaltea nasconde anche un'allegoria dei quattro sensi evocati da gesti e azioni: la vista con il gioco di sguardi, il tatto con la mungitura del piccolo Giove, il gusto con il satiretto che beve dalla conchiglia e infine l'udito con il suono che pare di sentire nel belato della capra e dalla campanella che porta sul collo.